# Naßweiler
Naßweiler ist ein Ortsteil der Gemeinde Großrosseln im saarländischen Regionalverband Saarbrücken. Bis Ende 1973 war Naßweiler eine eigenständige Gemeinde. Flächenmäßig stellt der Ort den drittgrößten, bevölkerungsmäßig den kleinsten Ortsteil dar.

## Lage
Naßweiler grenzt in drei Himmelsrichtungen an Frankreich und ist mit den französischen Ortschaften Merlebach (Gemeinde Freyming-Merlebach), Cité Belle-Roche (Gemeinde Cocheren) und Rosbruck praktisch zusammengewachsen.

## Geschichte
Graf Wilhelm Ludwig von Nassau-Saarbrücken unterschrieb am Johannistag 1608 die Gründungsurkunde des Ortes Naßweiler. In dieser Urkunde ist die Rede von einem Dorf „an einem eck des warnets, hinder Roßbrücken gelegen“. Hintergrund war, dass 14 hugenottische Auswanderer aus Lothringen den Grafen baten „uf St. Niclaus Ban, im Warnet gelegen“ ein Dorf bauen zu dürfen. Die Namen der Männer sind in der Gründungsurkunde überliefert: Heinrich Symon, Cuntzen Peter, Friedrich Fische von Merlebach, Chun Braun von Bettingen, Symon Fleckenstein, Hanß Fleckenstein, Eberhardt Stoffel von Eberßweiler, Bastian Nickel, Weber Nickel, Weber Joachim von Kochern, Hanß Kunckel, Symon Herzogh von Benningen, Image Peter von Fraymingen, Hans Schreiner von Vorweiler bei Berus.
Die Verwüstungen infolge des Dreißigjährigen Krieges, unter anderem durch die Einquartierung von Teilen der Truppen Adam Dietrichs und Johann Philipp Kratz von Scharfenstein und einer darauf folgenden Pestepidemie, führten zur Flucht der Bevölkerung. Die Wiederbesiedlung begann 1669. Der Ohligmacher Pierre Jollage von Ludweiler bat den Grafen Gustav Adolf von Nassau-Saarbrücken sich in dem „zu Grunde verbrannten Dorf Naßweiler“ niederlassen zu dürfen.
Zwischen 1713 und 1735 zogen laut der Folklinger Chronik weitere sechs Familien nach Naßweiler.
Bis zum Beginn des Steinkohlenbergbaus an der Saar war Naßweiler hauptsächlich landwirtschaftlich geprägt.
Im Rahmen der saarländischen Gebiets- und Verwaltungsreform wurde die bis dahin eigenständige Gemeinde Naßweiler am 1. Januar 1974 der Gemeinde Großrosseln zugeordnet.
Geregelt im Saarvertrag wurde von Frankreich aus unter Naßweiler Bergbau betrieben, was zu erheblichen Bergschäden führte.
Seit 1992 existiert eine Partnerschaft mit Rosbruck.
Ein durch die Strukturkonferenz im Jahre 2004 erstelltes Dorferneuerungsprogramm soll die Attraktivität Naßweilers als Wohnort steigern.
Am 20. März 2022 erfolgte die Entwidmung der evangelischen Kirche.

### Einwohnerentwicklung
| Jahr | Einwohner | Quelle |
| ---- | --------- | ------ |
| 1961 | 1067      | [ 2 ]  |
| 1970 | 1065      | [ 2 ]  |
| 1983 | 1124      |        |
| 2004 | 760       |        |

### Regelmäßige Veranstaltungen
- Seit 1960 – Karnevalsverein Hinne-Hott[4]
- Motocross-Veranstaltungen[5]
- Seit 2018 findet der TOUGHRUN, ein Hindernislauf durch den Matsch, in Naßweiler statt.

## Infrastruktur
In Naßweiler sind folgende Institutionen zu finden:
- Supermarkt
- Imbiss[6]
- Gewerbegebiet "Am Hirschelheck"
- Hofladen (Birkenhof)[7]
- Pferde-Ziegenalm[8]
- VHS-Zentrum[9]
- Senioren Tagespflege[10]
- Hundeverein Naßweiler-Südwarndt[11]
- Sportvereine: SV Naßweiler[12] / TV Naßweiler[13]
- Tanz- & Kreativzentrum

## Politik
Ortsvorsteher von Naßweiler war von 1984 bis 2024 Hans-Werner Franzen (SPD). Anfang Juli 2024 folgte ihm Jana Hector (CDU) nach.

## Sonstiges
Naßweiler war in der Vergangenheit bereits Filmschauplatz. Teile des ersten Saarbrücker Tatorts sowie des Films Petite Nature wurden auch in Naßweiler gedreht.

## Galerie

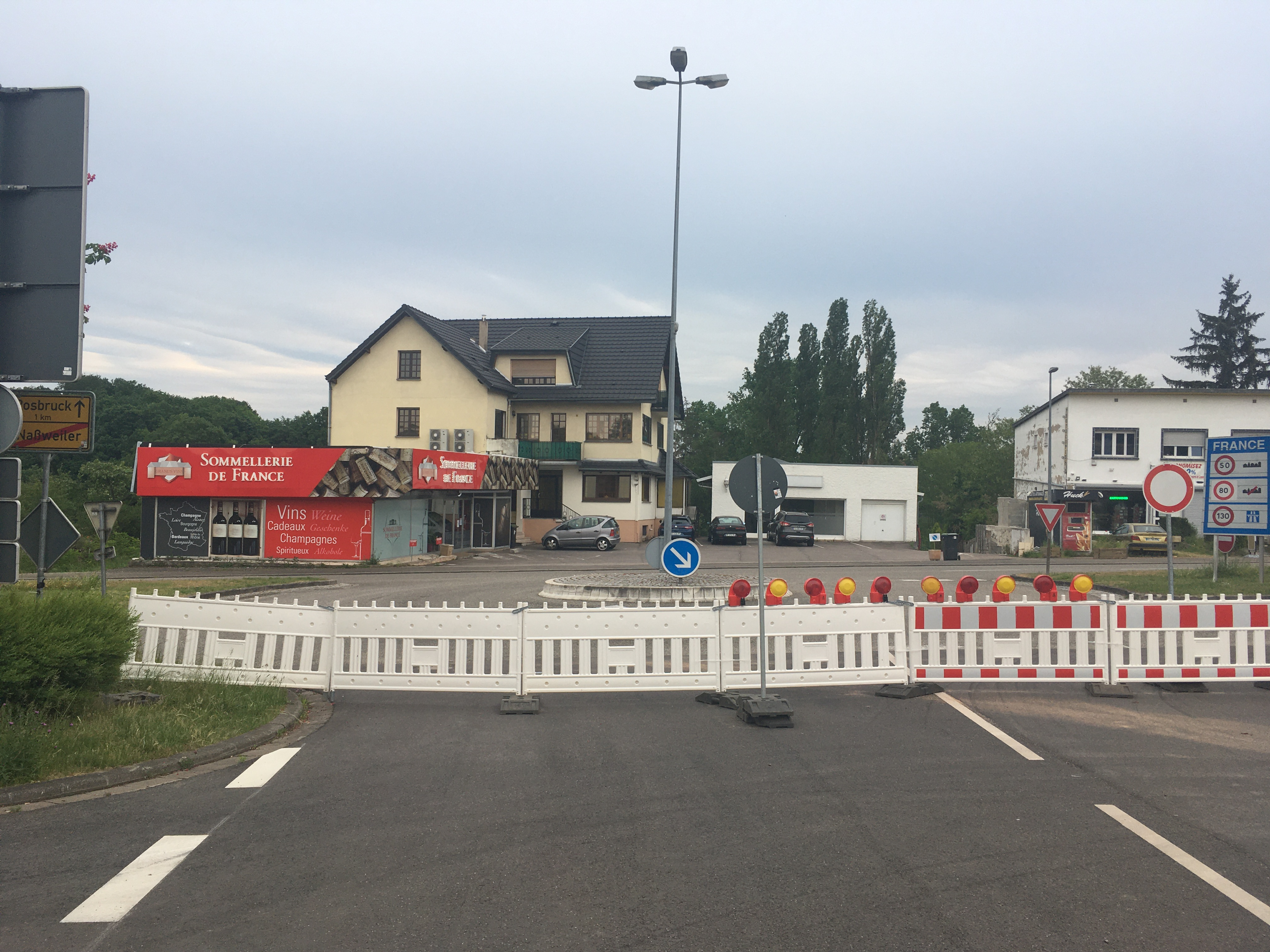
Ortsausgang Richtung Rosbruck in Frankreich, Sperrung wegen Corona (Mai 2020)
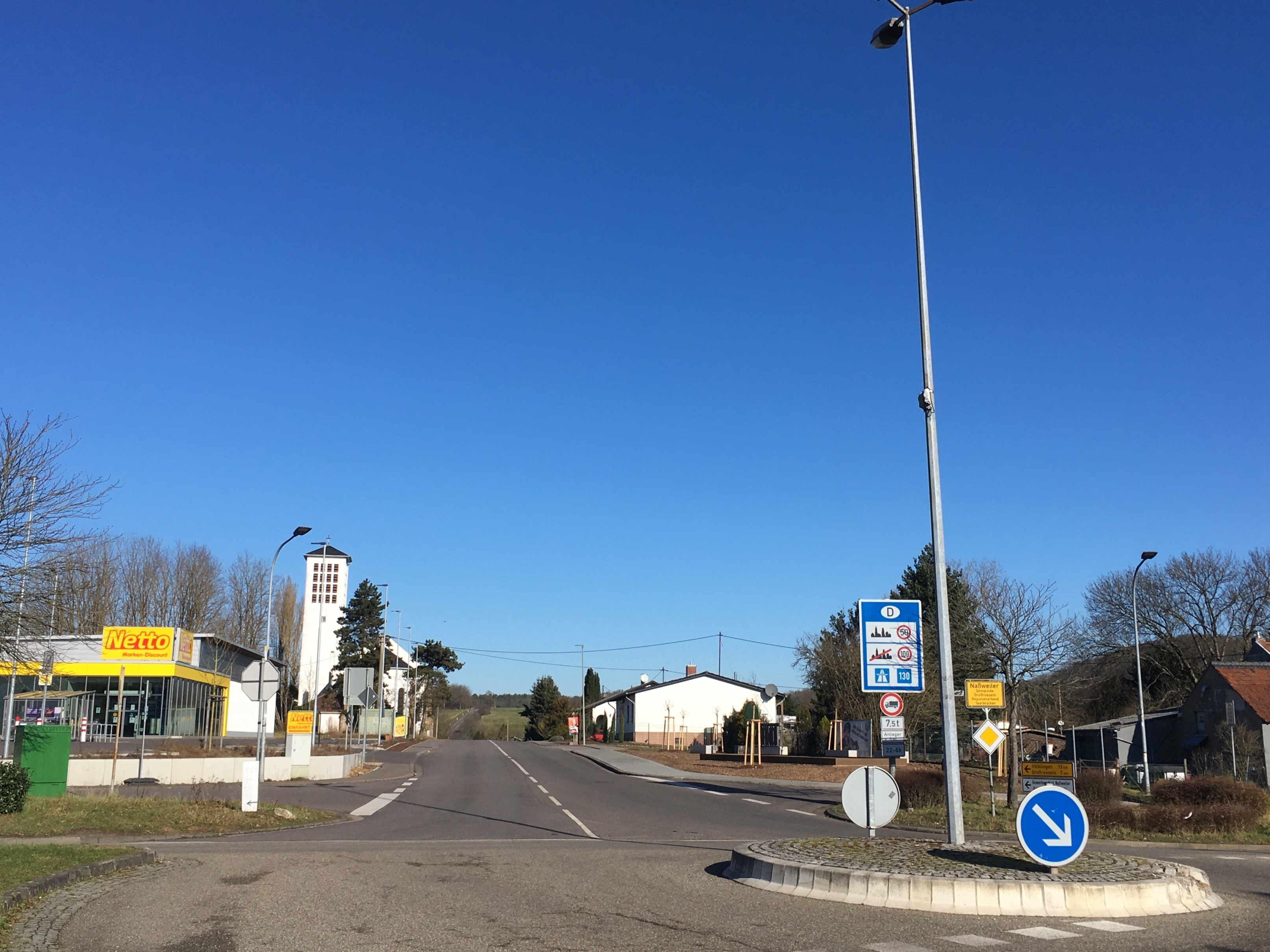
Ortseingang Naßweiler aus Frankreich
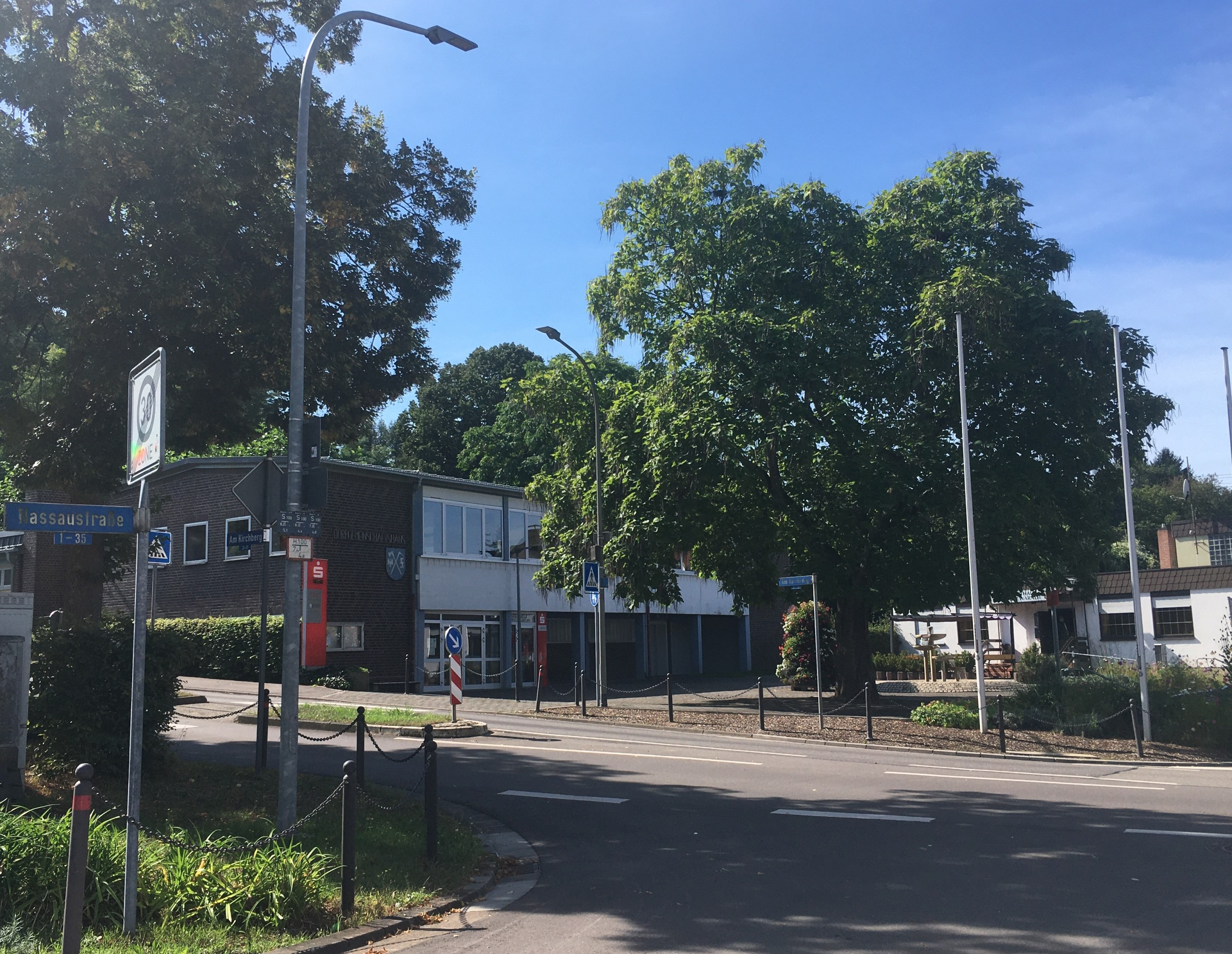
Dorfgemeinschaftshaus
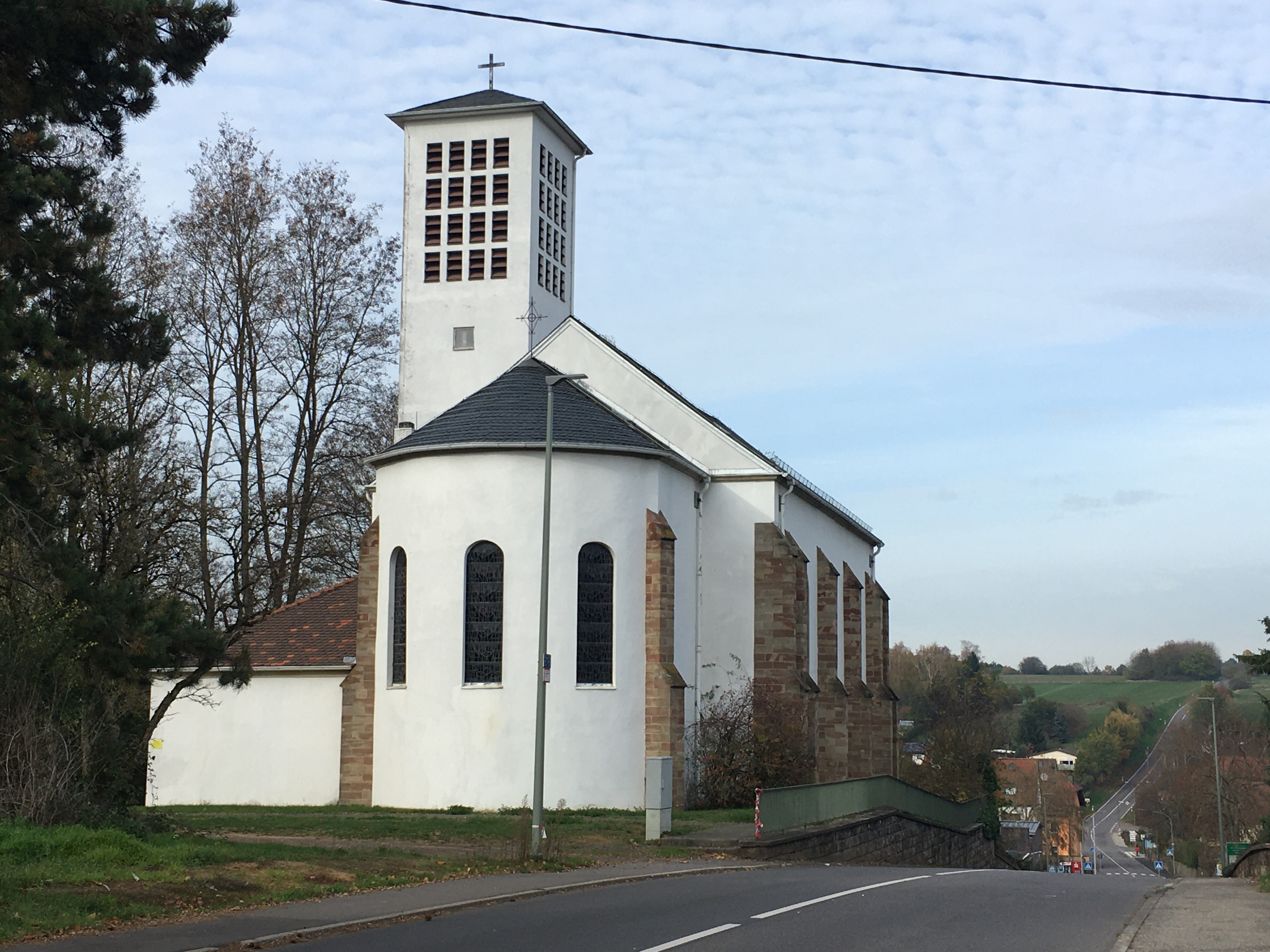
Katholische Kirche
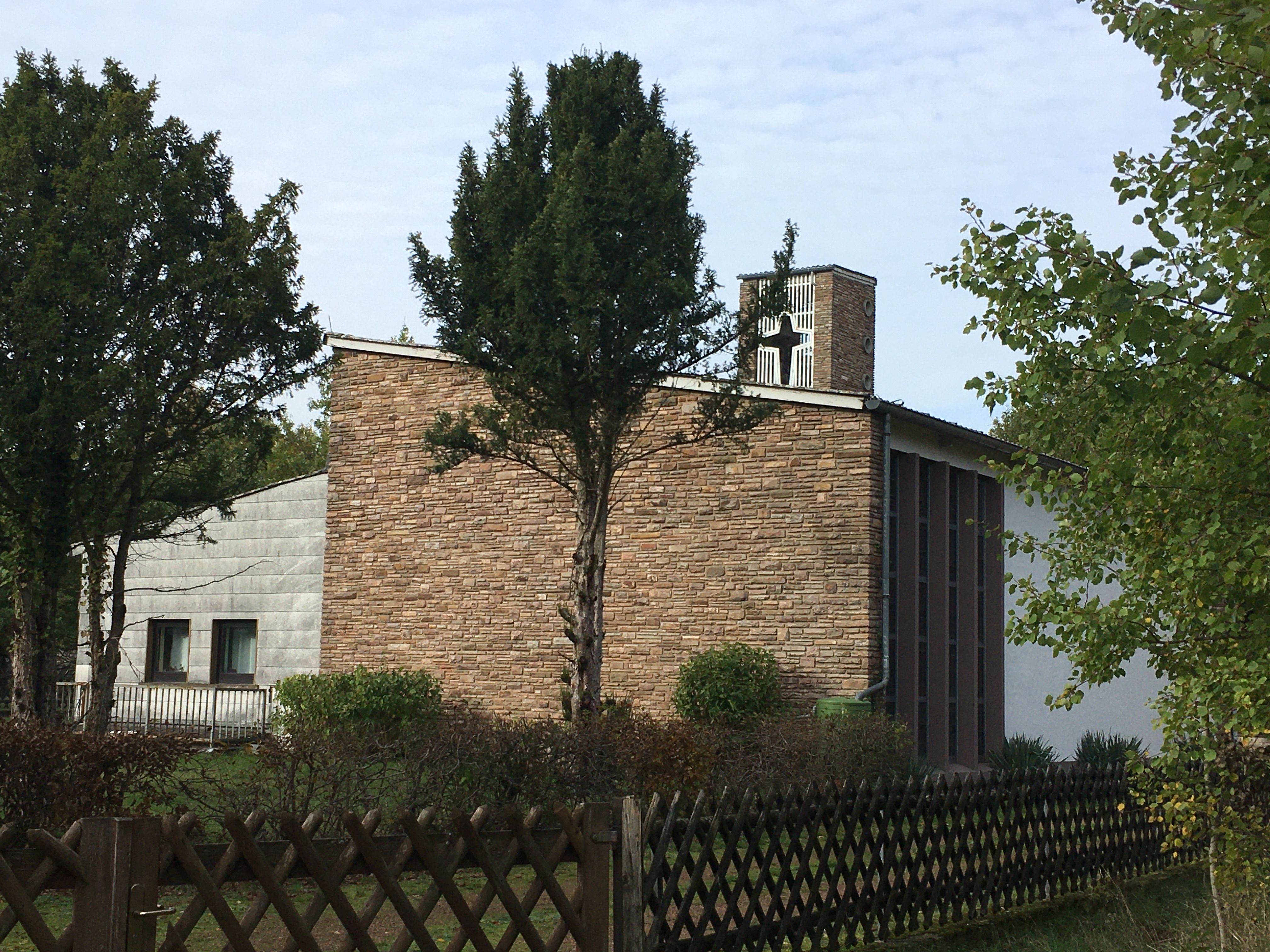
Ehemalige Evangelische Kirche
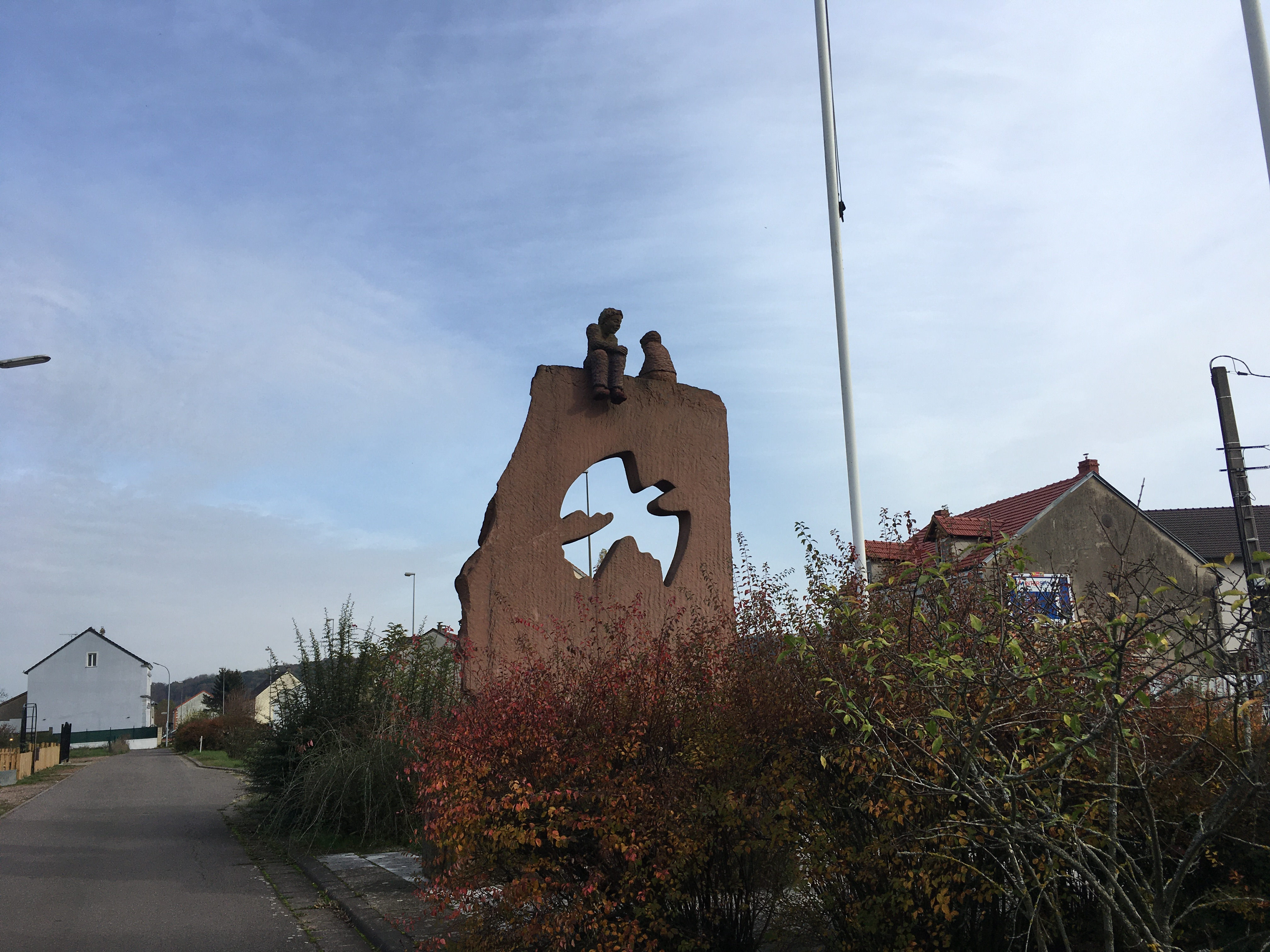
Partnerschaftsdenkmal Naßweiler-Rosbruck
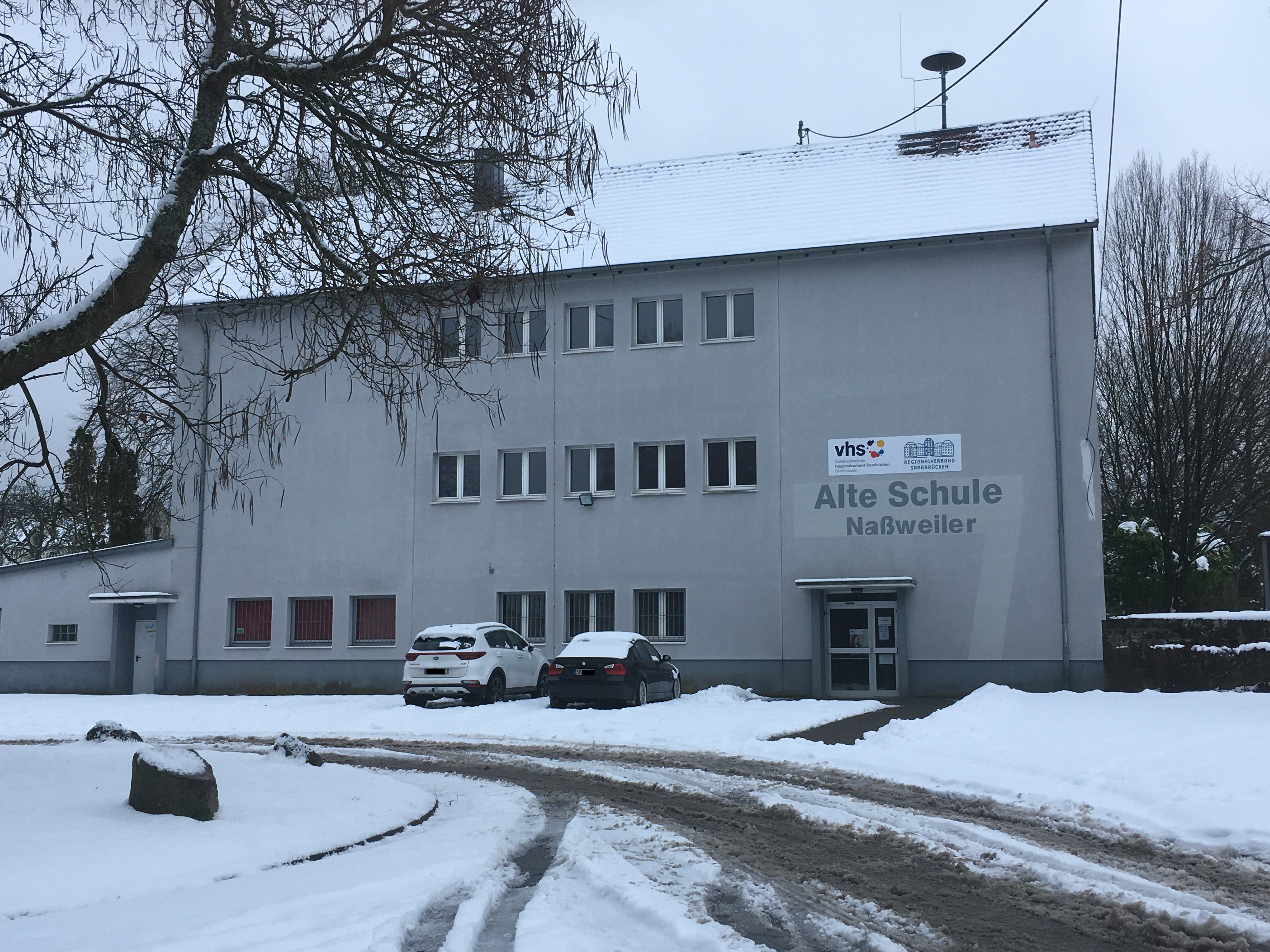
VHS Zentrum Naßweiler
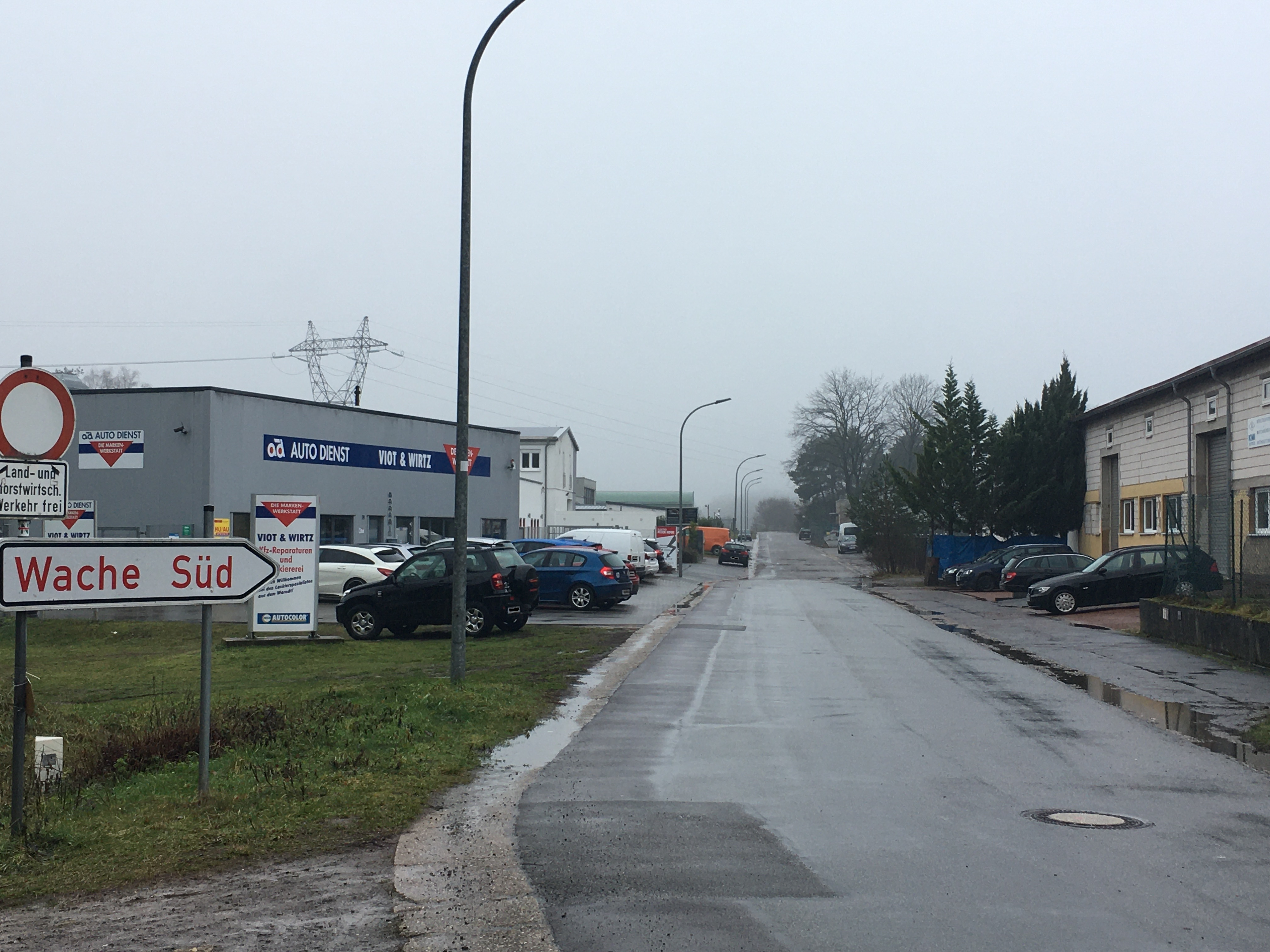
Gewerbegebiet Am Hirschelheck Naßweiler
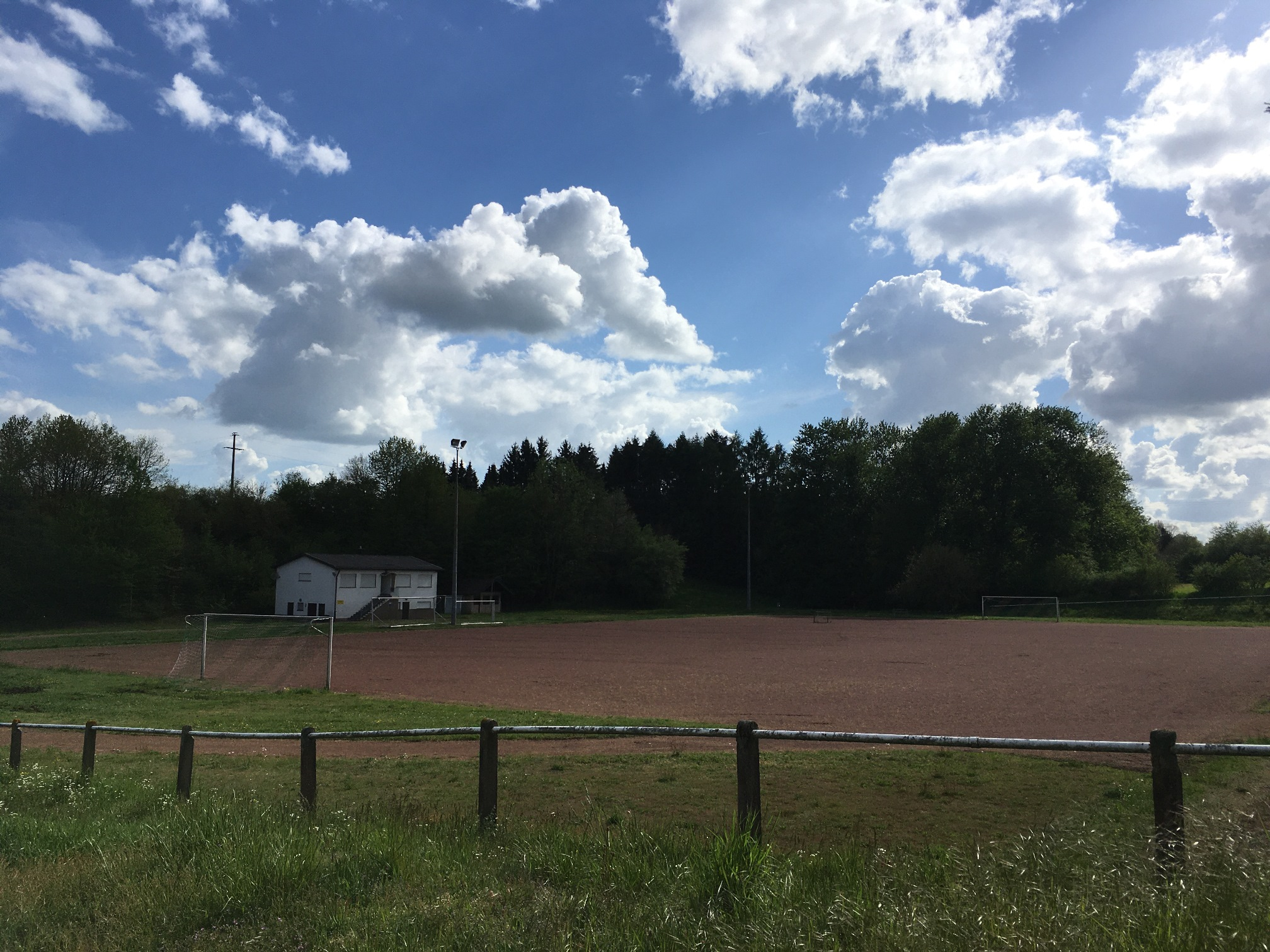
Sportplatz Naßweiler
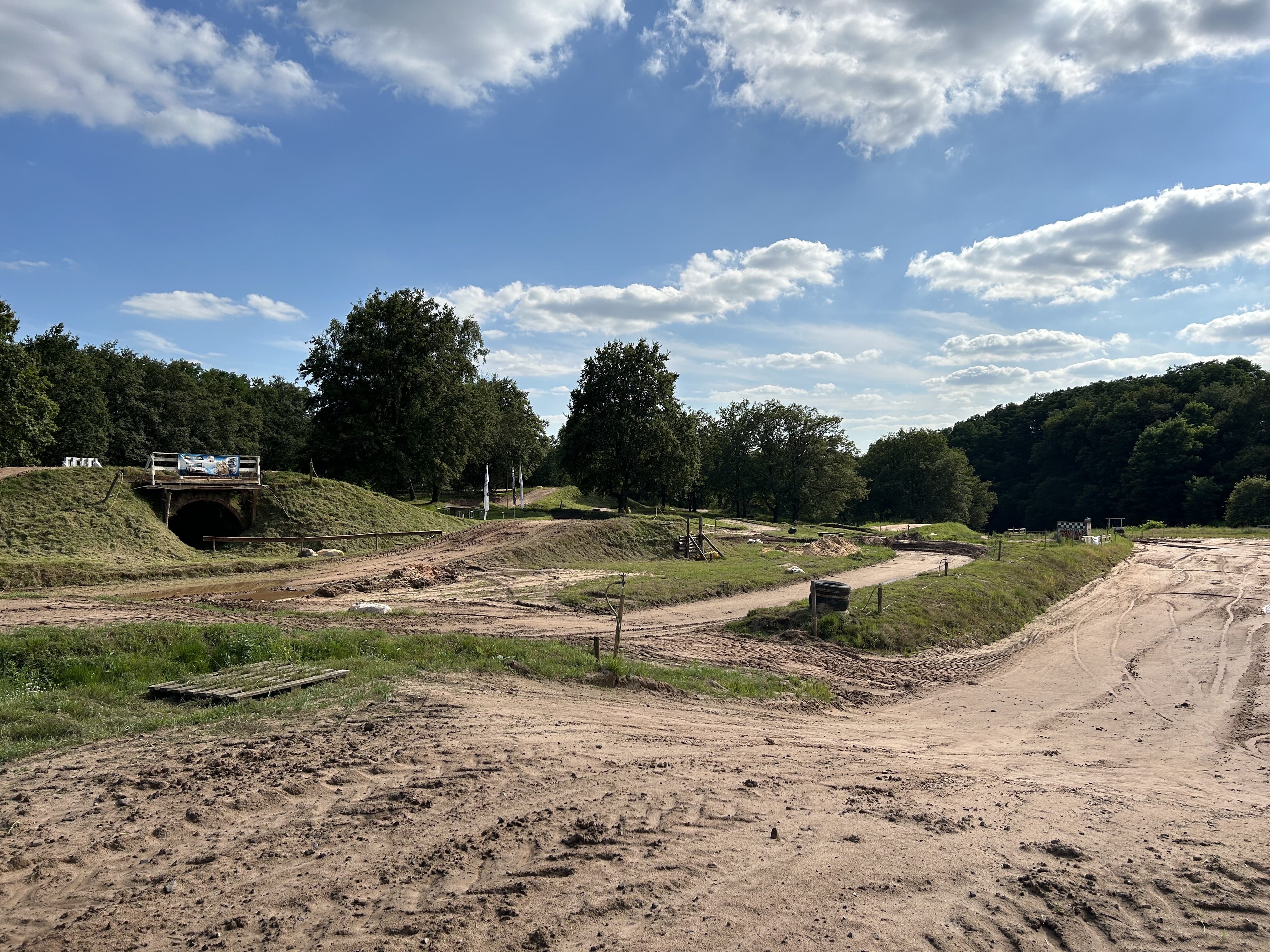
Motocrossstrecke Naßweiler